# Anna Vergun
Anna Vergun est une joueuse de volley-ball ukrainienne née le 18 mai 1984 à Ladozhskaya. Elle mesure 1,84 m et joue centrale. 

## Clubs
| Club              | Pays      | De        | À         |
| ----------------- | --------- | --------- | --------- |
| ZDIA Zaporijia    | Ukraine   | 2001-2002 | 2003-2004 |
| VC Augsburg       | Allemagne | 2004-2005 | 2004-2005 |
| Krug Cherkasy     | Ukraine   | 2005-2006 | 2006-2007 |
| Volley 2002 Forlì | Italie    | 2007-2008 | 2007-2008 |
| Avtodor-Metar     | Russie    | 2008-2009 | 2008-2009 |
| Krug Cherkasy     | Ukraine   | 2011-2012 | …         |

## Palmarès

### Équipe nationale
- Championnat d'Europe des moins de 20 ans
  - Finaliste : 2002.

### Clubs
- Coupe d'Ukraine
  - Vainqueur : 2006, 2007.
- Championnat d'Ukraine
  - Finaliste : 2003, 2004.